# New British
New British war eine britische Automobilmarke, die zwischen 1921 und 1923 von der Charles Willets Junior Ltd. in Cradley Heath gefertigt wurde.
Es entstand nur ein Modell, der Kleinwagen New British 10 hp. Der Wagen besaß einen seitengesteuerten V2-Motor von Blackburne mit 1,1 l Hubraum, wahlweise mit Luft- oder Wasserkühlung. Der leichte, zweisitzige Tourenwagen besaß einen Radstand von 2286 mm.
Nur zwei Jahre konnte sich der New British auf dem Markt halten, dann verschwand auch er vom Markt.

## Modelle
| Modell | Bauzeitraum | Zylinder | Hubraum  | Radstand |
| ------ | ----------- | -------- | -------- | -------- |
| 10 hp  | 1921–1923   | 2 V      | 1097 cm³ | 2286 mm  |